# Rysch
Rysch, franska ruche "bikupa", tunn spets- eller tygremsa (volang) som läggs i täta plisseringsveck och rynkas samman, används som garnering på underkläder och damkläder.
Rysch förekom först på kragar under 1550-talet och blev särskilt populärt som dekorativa kantningar under 1700-talet. Rysch kallades frivolitet, då det förekom på underkläder under 1800-talet.